# Ganglio nervioso

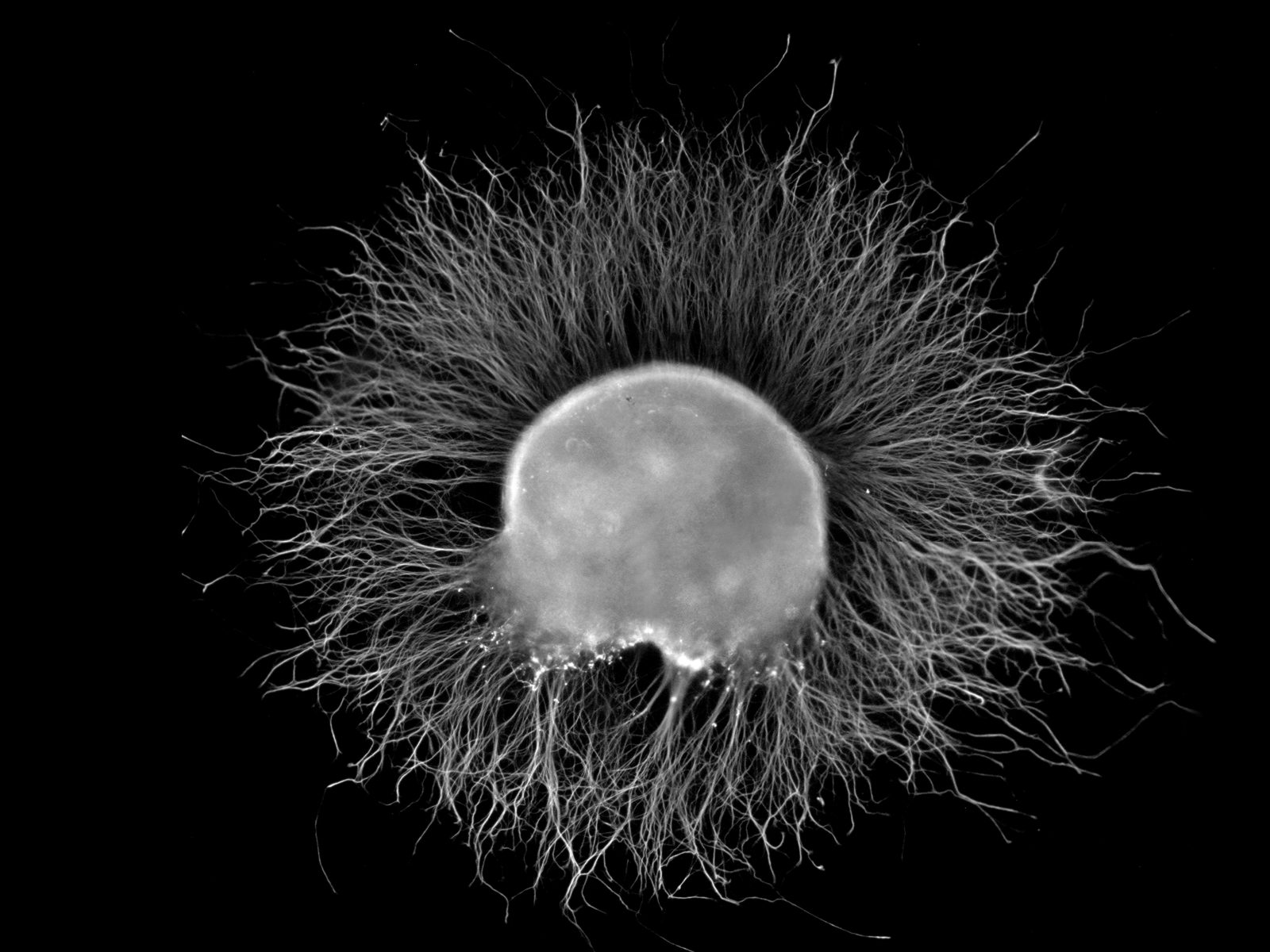
Ganglio de la raíz dorsal (GRD) de un embrión de pollo (alrededor del día 7) tras incubación durante la noche en medio de crecimiento NGF teñido con anticuerpo antineurofilamento. Obsérvense los axones que crecen desde el ganglio.

Los ganglios nerviosos son aquellas agrupaciones de los cuerpos de las neuronas localizadas fuera del sistema nervioso central (SNC) y en el trayecto de los nervios del sistema nervioso periférico (SNP), pertenecientes a este último. Los ganglios son puntos de relevo o de conexiones intermedias entre diferentes estructuras neurológicas del cuerpo, tales como el SNC y el SNP. Están rodeadas por una cápsula de tejido conectivo y los axones (o prolongaciones neuronales) que parten de los ganglios y forman parte de los nervios.

## Clasificación de ganglios nerviosos
Se distinguen dos tipos generales de ganglios nerviosos, los ganglios espinales y los ganglios vegetativos.

### Ganglios nerviosos espinales
Los ganglios espinales o ganglios sensitivos, también llamados ganglios de las raíces dorsales o ganglios raquídeos, tienen función aferente y presentan abundantes conexiones neuronales distintivas.[cita requerida]

### Ganglios nerviosos vegetativos
Los ganglios vegetativos, son pequeños grupos de células nerviosas multipolares situadas a mayor o menor distancia de las vísceras o como parte de la pared misma de las vísceras, según sea su característica funcional.

## Anatomía
De los ganglios nerviosos parten los nervios hacia el sistema nervioso periférico, por ejemplo, del ganglio de Gasser situado en el trayecto del nervio trigémino salen los nervios maxilar, mandibular y oftálmico.
Los ganglios nerviosos se encuentran también entre redes nerviosas complejas que forman los plexos nerviosos. Tal es el caso de los ganglios de Auerbach entretejidos en el plexo de Auerbach.

En el espesor de la pared del tracto digestivo existen plexos como el plexo mientérico o de Auerbach y el plexo submucoso o de Meissner.

## Ganglios basales
El término ganglio por lo general se refiere a estructuras del sistema nervioso periférico. Sin embargo, en el cerebro—que es parte del sistema nervioso central—los ganglios basales son un grupo de núcleos que interconectan la corteza cerebral, el tálamo y el tallo cerebral. Los ganglios basales están asociados a una variedad de funciones, tales como el control motor, cognición, emociones y el aprendizaje.